# 윤일규
윤일규(尹一逵, 1950년 4월 14일~)는 대한민국의 정치인이다. 제20대 국회의원이다.

## 학력
- 1969년: 동아고등학교 졸업
- 1975년: 부산대학교 의학 학사
- 1982년: 부산대학교 대학원 의학 석사
- 1987년: 전남대학교 대학원 의학 박사

## 경력
- 1982.07 ~ 2015.08: 순천향대학교 의과대학 신경외과학교실 교수
- 2006.04 ~ 2006.05: 제4회 전국동시지방선거 충청남도 천안시장 열린우리당 예비후보
- 2006.10 ~ 2008.02: 대통령직속 정책기획위원회 복지노동분과 정책위원
- 2008.01 ~ 2008.12: 제48대 대한신경외과학회 회장
- 순천향대학교 천안병원 신경외과 의사
- 천안아산 경실련 상임대표
- 사람사는세상 노무현재단 상임운영위원
- 사람사는세상 노무현재단 대전·세종·충남 상임대표
- 2017.04 ~ 2017.05: 제19대 대통령 선거 더불어민주당 문재인 대통령 후보 충남선거대책위원회 상임위원장
- 2017.05 ~ 2018.05: 문재인 대통령 자문의
- 2018년 6월 13일: 2018년 재보궐선거 당선(충남 천안시 병, 더불어민주당, 초선)
- 2018.06 ~ 2020.05: 제20대 국회의원 (충남 천안시 병, 더불어민주당→무소속→더불어시민당→더불어민주당, 초선)
  - 2018.07 ~ 2020.05: 제20대 국회 후반기 보건복지위원회 위원
  - 2018.10 : 제20대 국회 사법개혁특별위원회 위원
  - 2018.10 ~ 2019. 06: 제20대 국회 4차산업혁명특별위원회 위원
- 2018. 07 ~ 2020. 05: 더불어민주당 충청남도당 천안시 병 지역위원회 위원장

## 역대 선거 결과
| 실시년도 | 선거        | 대수 | 직책     | 선거구         | 정당         | 득표수    | 득표율          | 순위 | 당락 | 비고 |
| -------- | ----------- | ---- | -------- | -------------- | ------------ | --------- | --------------- | ---- | ---- | ---- |
| 2018년   | 6·13 재보선 | 20대 | 국회의원 | 충남 천안시 병 | 더불어민주당 | 46,616 표 | \| \| 62.17% \| | 1위  |      | 초선 |
|          | 62.17%      |      |          |                |              |           |                 |      |      |      |

## 같이 보기
- 천안시 병
- 천안시의 국회의원
- 천안시 동남구의 국회의원
- 천안시 서북구의 국회의원